# PlayStation 4
PlayStation 4 (PS4) este o consolă de jocuri video de a opta generație, dezvoltată și produsă de Sony Interactive Entertainment. Este succesoarea consolei PlayStation 3. Lansată pentru prima dată pe 15 noiembrie 2013 în America de Nord, PS4 a fost creată pentru a oferi o experiență de joc imersivă, cu o grafică avansată și o gamă largă de funcționalități multimedia. Aceasta a continuat tradiția PlayStation de a aduce inovații în industria jocurilor video, menținându-și poziția de lider pe piață. Succesorul consolei, PlayStation 5, a fost lansat în 2020.

## Specificații tehnice

### Hardware
PS4 este alimentat de un procesor AMD Jaguar cu 8 nuclee și o unitate de procesare grafică (GPU) Radeon, capabilă să livreze 1.84 teraflopi de putere de calcul. Acesta are 8 GB de memorie RAM GDDR5, care oferă o lățime de bandă mare și timpi de răspuns rapizi. Consola vine cu un hard disk de 500 GB sau 1 TB, în funcție de model, pentru stocarea jocurilor, aplicațiilor și altor date.

### Design
Designul PS4 este elegant și compact, cu o carcasă neagră mată și un profil subțire. Consola dispune de două porturi USB 3.0 frontale, o unitate Blu-ray/DVD, și un port HDMI, alături de porturi auxiliare pentru extinderea funcționalităților. Controllerul DualShock 4, care vine împreună cu consola, introduce un touchpad capacitiv și o lumină LED pentru feedback vizual și interacțiuni inovatoare în jocuri.

## Software

### Sistem de operare
PS4 rulează un sistem de operare personalizat bazat pe FreeBSD, cunoscut sub numele de Orbis OS. Acesta oferă o interfață intuitivă și rapidă, cu acces facil la jocuri, aplicații și setări. Funcția de multitasking permite utilizatorilor să comute rapid între jocuri și alte aplicații fără a închide sesiunile active.

### Funcționalități online
PS4 oferă un set bogat de funcționalități online prin intermediul PlayStation Network (PSN). Abonamentul PlayStation Plus este necesar pentru jocul online multiplayer și include acces la jocuri gratuite lunar și reduceri exclusive. PlayStation Store permite descărcarea digitală a jocurilor, DLC-urilor și altor aplicații. Serviciul de streaming PlayStation Now oferă acces la o bibliotecă vastă de jocuri PS2, PS3 și PS4 prin streaming.

### Jocuri
PS4 are o bibliotecă extinsă de jocuri, variind de la titluri exclusive, cum ar fi "The Last of Us Part II", "God of War", și "Horizon Zero Dawn", până la jocuri multi-platformă, precum "Grand Theft Auto V", "Call of Duty" și "FIFA". Consolele PS4 sunt compatibile și cu majoritatea jocurilor PlayStation VR, oferind o experiență de joc imersivă în realitate virtuală.

## Impactul și moștenirea
De la lansarea sa, PS4 a fost o forță dominantă în industria jocurilor video, vânzând peste 100 de milioane de unități la nivel mondial. A contribuit la popularizarea jocurilor video ca formă principală de divertisment, încurajând dezvoltarea de titluri complexe și narative. Moștenirea sa include influențarea designului și funcționalităților consolelor viitoare, cum ar fi PlayStation 5, și stabilirea unor standarde înalte pentru experiențele de joc.
PlayStation 4 rămâne una dintre cele mai de succes și influente console de jocuri video din toate timpurile. Prin hardware-ul său puternic, software-ul sofisticat și o bibliotecă impresionantă de jocuri, PS4 a redefinit ceea ce înseamnă jocurile video în secolul 21. Deși succesorul său, PlayStation 5, a fost lansat, PS4 continuă să fie apreciat și jucat de milioane de utilizatori din întreaga lume.

## Legături externe
Materiale media legate de PlayStation 4 la Wikimedia Commons
 Citate legate de PlayStation 4 la Wikicitat
- Site web oficial pentru România Arhivat în 12 decembrie 2013, la Wayback Machine.
- PlayStation 4 Review: next gen cu orice preț Arhivat în 22 februarie 2014, la Wayback Machine., go4games.ro
- Cu mâinile pe PS4 (Prezentare PlayStation 4 video)